# Juan José Panadero
Juan José „Juanjo“ Panadero Alcalá (* 10. Mai 1974 in Valencia) ist ein ehemaliger spanischer Handballspieler. Er spielte unter anderem ein halbes Jahr für den TSV GWD Minden in der Bundesliga.

## Laufbahn
Panadero debütierte in der spanischen Liga ASOBAL mit 17 Jahren bei CB Avidesa Alzira und gewann 1994 den EHF-Pokal. Nachdem der Verein aufgrund finanzieller Probleme aufgelöst worden war, wechselte er nach Vigo zu SD Octavio Pilotes Posada und 1997 weiter zu Ademar León. Seine längste Zeit bei einem Verein verbrachte er in seiner Geburtsstadt bei BM Valencia, bis ihn der Bundesligist TSV GWD Minden im Januar 2004 für ein halbes Jahr verpflichtete. Panadero kehrte für zwei Jahre nach Spanien zu BM Altea zurück und wechselte 2006 zum dänischen Verein Aalborg BK. Nach zwei Monaten wurde der Vertrag jedoch wieder aufgelöst, da Panadero aus familiären Gründen nach Spanien zurückkehren wollte. Er spielte bis zum Saisonende 2006/07 für JD Arrate, bevor ihn eine Knieverletzung zwang, seine Karriere im Alter von 33 Jahren zu beenden.
Panadero absolvierte 13 Jugend- und 40 Junioren-Länderspiele (28 bzw. 94 Tore) für Spanien und zwischen 1994 und 2003 35 Länderspiele (89 Tore) für die spanische A-Nationalmannschaft.